# 台灣杉二號
台灣杉二號（英語：Taiwania 2）是由國家實驗研究院與國家高速網路與計算中心（NCHC）結合廣達、台灣大、ASUS等三大國內企業共同建造的超級電腦，硬體規格由9,072顆英特爾CPU及2,016個輝達GPU組成，具備9 Petaflops算力，在TOP500於2024年6月發布的世界五百大超級電腦排名中，排名第106名 。為目前台灣AI運算主機。

## 命名緣由
國網中心主任謝錫堃表示，台灣杉是台灣原生樹種，十分高聳。取名台灣杉寓意超級電腦能力強大。

## 規格
台灣杉二號由252個節點組成，每個節點包含2顆18核心CPU（Intel Xeon Gold 6154）、8顆GPU（Nvidia Tesla V100 SXM2 32 GB）及768 GB的記憶體。台灣杉二號的能源效率達11.285 GF/W（當計算量在9 PFlops時，用電為798 kW），總計安裝多達9,072個CPU核心、2,016顆GPU、193.5 TB記憶體及10 PB儲存容量，在Green500能源效率榜上排名第10名。

## 與一號的比較
| 項目     | 一號             | 二號               |
| -------- | ---------------- | ------------------ |
| 製造     | 中華電信、富士通 | 廣達、台灣大、華碩 |
| 節點數   | 630              | 252                |
| CPU      | 2560             | 9,072              |
| GPU      | 256              | 2,016              |
| 記憶體   | 157 TB           | 193.5 TB           |
| 運算方式 | 高速運算         | 人工智慧運算       |
| 狀態     | 終止服務         | 現役               |

## 資料來源
1. 1 2 3 4 5 6 7  .   [2020-04-06]. （原始内容存档于2019-06-11）.
2. 1 2  .
3. ↑  .   [2020-04-06]. （原始内容存档于2020-12-19）.
4. ↑  .   [2024-06-10]. （原始内容存档于2024-06-10）.
5. ↑  張璦. . 中央社. 2024-06-04  [2024-06-25]. （原始内容存档于2024-06-05）.
6. ↑  . 聯合新聞網. 中央社.   [2018-05-09]. （原始内容存档于2018-05-08）.
7. ↑  .   [2020-07-09]. （原始内容存档于2020-07-11）.

## 外部連結
- （中文）（英文）財團法人國家實驗研究院（页面存档备份，存于）
- （中文）（英文）國家高速網路與計算中心 （页面存档备份，存于）